# Съседната стая
„Съседната стая“ (на испански: La habitación de al lado) е испански драматичен филм от 2024 година на режисьора Педро Алмодовар.

## Сюжет
Внимание:  Текстът по-долу разкрива сюжета на произведението (или части от него)!
Марта, която преди това е работила като военен кореспондент, научава, че е неизлечимо болна от рак. След неуспешни опити за лечение, решава да се самоубие с отровно хапче, което купува от „Тъмната мрежа“. Тя обаче не иска да умре сама и затова убеждава приятелката си Ингрид да отиде с нея в селска къща.

## Актьорски състав
| Актьор             | Роля                                                         |
| ------------------ | ------------------------------------------------------------ |
| Тилда Суинтън      | Марта – бивша военна журналистка / Мишел – дъщерята на Марта |
| Джулиан Мур        | Ингрид – най-добрата приятелка на Марта                      |
| Джон Туртуро       | Демиан Канингем – приятел на Марта и Ингрид                  |
| Алесандро Нивола   | полицай                                                      |
| Хуан Диего Бото    | фотограф                                                     |
| Мелина Матюс       | адвокат                                                      |
| Раул Аревало       | испански свещеник                                            |
| Алекс Хьо Андерсен | Фред                                                         |
| Виктория Луенго    | съпругата на Фред                                            |
| Естер Макгрегър    | младата Марта                                                |
| Алвисе Риго        | треньорът Йон                                                |

## Снимачен процес
- На 81-вия „Филмов фестивал във Венеция“ филмът печели голямата награда „Златен лъв“.